# Niklot I van Schwerin
Niklot I van Schwerin ook bekend als Nicolaas I (circa 1250 - overleden tussen 3 februari en 30 maart 1323) was van 1274 tot 1323 graaf van Schwerin-Wittenburg.

## Levensloop
Hij was een van de vijf zonen van graaf Günzel III van Schwerin en Margaretha van Mecklenburg, dochter van heer Hendrik Borwin II van Mecklenburg.
Na de dood van zijn vader in 1274 verdeelde Niklot I samen met zijn broer Helmhold III diens grondgebied. Hierbij gingen de gebieden rond Neustadt en Marnitz naar Helmhold III en de gebieden rond Wittenburg en Boizenburg naar Niklot I. Niklot bleef deze gebieden besturen tot aan zijn dood in 1323.

## Huwelijken en nakomelingen
Niklot I huwde met Elisabeth, dochter van graaf Johan I van Holstein-Kiel. Met haar kreeg hij een zoon:
- Günzel VI (overleden in 1327), graaf van Schwerin-Wittenburg

Na de dood van zijn eerste vrouw hertrouwde hij met Miroslawa, dochter van hertog Barnim II van Pommeren. Ze kregen volgende kinderen:
- Mechtildis, zuster in het klooster van Stettin
- Beatrix, zuster in het klooster van Stettin
- Cunegonde, zuster in de abdij van Zarrentin
- Agnes, zuster in de abdij van Zarrentin
- Eudoxia, zuster en daarna abdis in de abdij van Zarrentin
- Anastasia, huwde in 1306 met hertog Waldemar IV van Sleeswijk en daarna in 1313 met graaf Gerard IV van Holstein-Plön
- Barnim, jong gestorven
- Miroslawa, huwde in 1337 met graaf Johan III van Holstein-Plön
- Nicolaas II (overleden in 1350), graaf van Schwerin-Wittenburg